# Hans Henrik Gripenberg
Hans Henrik Gripenberg, född den 14 april 1754 i Vittis, död den 25 oktober 1813 i Stockholm, var en svensk officer (generalmajor).

## Biografi
Hans Henrik Gripenberg var son till överstelöjtnant Odert Johan Gripenberg (1722-1803) och dennes första hustru Eva Gustafva Silfversvan (1729-1767). Han gifte sig 1780 med Hedvig Lovisa Jansson som senare födde hans söner Odert Henrik och Johan Ulrik Sebastian Gripenberg. Som en ung adelsman indelades Hans Henrik i militärtjänst som officer, han deltog senare med utmärkelse i Gustaf III:s ryska krig som major i  Tavastehus infanteriregemente. År 1789 blev han befordrad till överstelöjtnant, 1794 överste och 1795 regementschef för Tavastehus infanteriregemente.

## Finska kriget

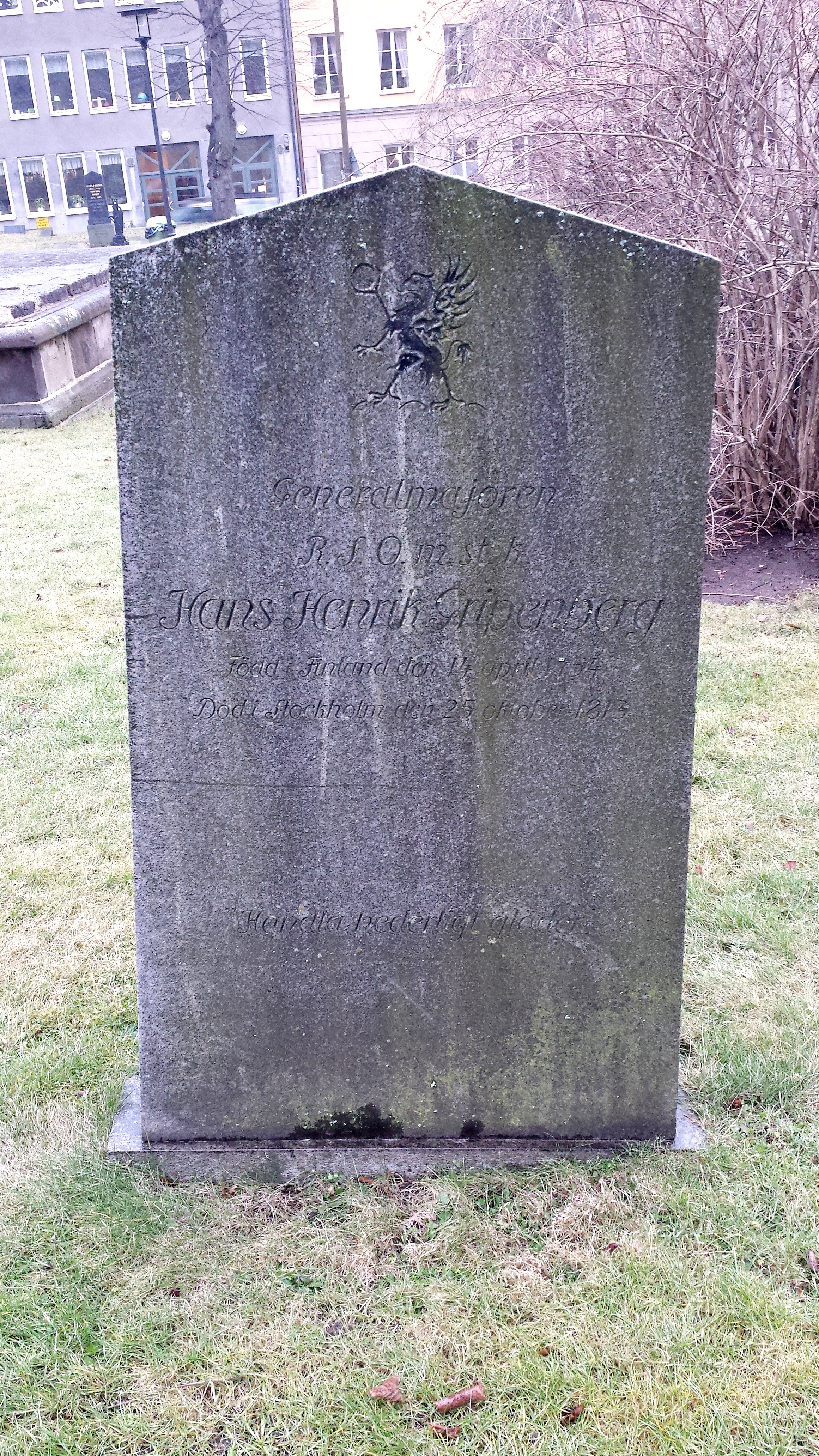
Hans Henrik Gripenbergs grav på S:t Johannes kyrkogård i Stockholm

Under det finska fälttåget deltog han även med stor utmärkelse och utnämndes 1808 till generalmajor. Under vintern 1808–09 kommenderade han i trakten av Torneå den 3 800 man starka så kallade Norra svenska armén. Den vapenvila som ingåtts med ryssarna gick ut i mars månad och den ryska armén återupptog sitt fälttåg. Samtidigt underrättades Gripenberg att den ryske generalen Barclay de Tolly gått över Kvarken till Umeå. Han drog sig då tillbaka. Men vid Sangis blev hans eftertrupp angripen av fiendens rytteri, som dock slogs tillbaka av överstelöjtnanten Otto von Fieandt. Följande dag, den 25 mars, började förhandlingar med ryska ombud varvid Gripenberg gick med på de villkor som lagts för kapitulation. Det innebar bland annat att de finska trupperna under Gripenbergs befäl skulle lägga ner vapnen och återvända till Finland, samt att alla svenska militära förråd som fanns mellan Kalix och Umeå skulle överlämnas till den ryska militären. 
Gripenberg, som återvände till Finland enligt avtalet, kritiserades skarpt och kallades inför krigsrätt i Stockholm. Kejsar Alexander I av Ryssland, vilkens undersåte han nu var, förbjöd honom emellertid att infinna sig för rätten. I januari 1811 lades rättegången ned. Eftersom han inte räknade med några allvarliga påföljder för sin egen person reste han privat till Stockholm på hösten 1813, där han dock efter kort vistelse hastigt avled. Han begravdes på Johannes kyrkogård, då han uttalat sin vilja att vila i svensk jord.